# Volodímir Sheiko
Volodímir Oleksándrovich Sheiko (en ucraniano: Володимир Олександрович Шейко; nacido el 11 de enero de 1962 en Járkiv) es un director de orquesta de Ucrania, reconocido como Artista de Honor y Artista del Pueblo de Ucrania. Además, ocupa el cargo de director de la Asociación "Música" y es el director principal de la Orquesta Sinfónica de la Radio Ucraniana. 

## Biografía
En 1981 se graduó como director de coro y teórico musical en la Escuela Estatal de Música de Poltava, que lleva el nombre de MV Lysenko. En 1988 se graduó en el Academia Nacional de Música de Ucrania Chaikovski en Kiev con un título en dirección de ópera y sinfonía (Prof. Stefan Turchak ) y dirección coral (Prof. Lev Venediktov ). En 1989-1991 realizó prácticas en el Teatro de Ópera y Ballet Bolshoi ( Moscú ), dirigido por Fuat Mansurov.
Después de completar sus estudios en 1988, estableció la Orquesta Sinfónica "Ucrania". Como líder y director musical, llevó a la orquesta a giras por toda Europa, participando en numerosas grabaciones para radio y televisión, así como en la producción de varios CDs. Durante este tiempo, fue coorganizador del Festival "Tenoratorio" en Solothurn, Suiza, y fundó el Festival Internacional de Música "Encuentros de Pascua" en Kiev en el año 2000. Además, tuvo un papel destacado en la inauguración del Festival Verdiano – 2001 en Busseto, Italia.
Durante el período de 1994 a 2005, Volodymyr Sheiko se dedicó principalmente al teatro, donde dirigió notables producciones de ópera y proyectos en géneros oratorios. Entre estas producciones destacan: "Yevgeniy Onegin" de P. Chaikovski, "La Traviata" y "Rigoletto" de G. Verdi, "Porgy y Bess" de G. Gershwin, "Carmen" de G. Bizet, "La novia del zar" de N. Rymsky-Korsakov, "Il Barbiere di Sevilla" de G. Rossini, "Cosi fan tutte", "Impressario" y "Le nozze di Figaro" de W.A. Mozart, así como "Réquiem" de G. Verdi, "Réquiem" del señor Reger, "Réquiem" de G. Fauret y "Magníficat" de J.S. Bach.
En 2005 asumió el de director musical y director titular de la Orquesta Sinfónica de la Radio Ucraniana.
Durante su liderazgo artístico, Volodímir Sheiko fue el fundador de varios proyectos musicales conjuntos entre la Compañía de Radio y la Compañía Nacional de Televisión de Ucrania, tales como "Art Stories", "RadioSymphony_UA", "Symphonic Mainstream" y "Message from Ukraine". Bajo su dirección, se realizaron más de 500 grabaciones de obras maestras musicales, tanto ucranianas como internacionales, para el Fondo Nacional de Radio. Además, Sheiko llevó a la Orquesta Sinfónica de la Radio a más de una docena de países en todo el mundo, incluyendo Corea del Sur, Emiratos Árabes Unidos, Irán, Argelia, Túnez, España, Italia, Suiza, Francia, Portugal, Países Bajos, Luxemburgo, Bélgica, Rumania, Polonia y Bielorrusia, entre otros. La orquesta actuó en escenarios de renombre mundial, como el Konzerthaus Wien, el Concertgebouw de Ámsterdam, la Koningen Elisabethzaal de Amberes, la Arena Sferisterio en Macerata (Italia), el Teatro Carlo Felice en Génova, el Teatro Petruzzelli en Bari, el Teatro Ponchielli en Cremona, el Teatro Luciano Pavarotti en Módena, el Teatro Romano en Ascoli Piceno (Italia), el Teatro Politeamo Garibaldi en Palermo, el Teatro Auditorio Manzoni en Bolonia, el Teatro Gesualdo en Avellino (Italia), el Stadtcasino Musiksaal en Basilea (Suiza), el Auditorio Nacional de Música y el Teatro Monumental en Madrid, el Palau de la Música Catalana en Barcelona, el Auditorio de Zaragoza, el Teatro Principal de Zaragoza (España), la Casa de la Música y el Coliseu do Porto en Oporto (Portugal), el Coliseu dos Recreios en Lisboa, el Coliseo de Nimes (Francia), el Teatro Romano en Viena (Austria), la Ópera Nacional de Bucarest (Rumania), la Ópera Nacional Rumana en Timisoara, el Teatro Nacional de Argelia, el Palacio "Moufdi Zakaria" y la Ópera de Argel en Argelia, el Ayuntamiento de Seúl, el Coliseo en El Jem y el Anfiteatro en Cartago (Túnez), la Ópera Nacional de Túnez, el Ayuntamiento de Hong Kong, la Filarmónica Nacional de Beijing (China) y la Ópera de Dubái (Emiratos Árabes Unidos).

## Distinciones
- En 2003 recibió el título honorífico de "Artista de Honor de Ucrania", por su importante contribución personal al desarrollo socioeconómico y cultural de la capital de Ucrania, la ciudad de Kiev. [3]
- En 2005 recibió el título de la Orden de San Vladimir III.
- En 2005 recibió el Diploma de la Verjovna Rada de Ucrania.
- En 2012 recibió el Diploma del Gabinete de Ministros de Ucrania.
- Premio honorífico del Ministerio de Cultura de Ucrania
- "Insignia de Honor" del Ayuntamiento de Kiev
- En 2015 recibió el título honorífico de " Artista del Pueblo de Ucrania ".
- En 2019, ganó el Premio Shevchenko en la categoría "Arte musical", por grabaciones de audio de obras de compositores ucranianos en la Fundación de Radio Ucraniana y programas de conciertos de 2013 a 2018. [4]
- En 2020 recibió la Orden del Mérito (Ucrania), clase III.
- En 2021 se convirtió en miembro correspondiente de la Academia Nacional de las Artes de Ucrania.

### Nominaciones
En 2015 recibió el Premio Nacional Tarás Shevchenko de Ucrania. En la categoría de Conciertos y Artes Escénicas, se destacaron los programas de conciertos llevados a cabo entre 2009 y 2014. Estos programas consistieron en un total de 160 conciertos, cada uno de los cuales se convirtió en un destacado evento espiritual y educativo. Estas presentaciones resaltaron la posición artística y social activa del artista, recibiendo una amplia respuesta positiva del público. Entre los ciclos de conciertos más destacados se encontraban los proyectos de medios musicales "Art Stories" y "RadioSymphony_UA", donde Volodymyr Sheiko desempeñó roles como director artístico, director de proyecto, desarrollador de proyectos y director. 